# متیل استات
متیل استات (به انگلیسی: Methyl acetate) یک ترکیب شیمیایی با شناسه پاب‌کم ۶۵۸۴ است. این حلال مهم به صورت عمده در صنایع رنگ و رزین مورد استفاده قرار می گیرد.  

## اسامی رایج متیل استات
متیل استات که با نام‌های MeOAc، متیل استر اسید استیک یا متیل اتانوات نیز شناخته می‌شود. یک استر کربوکسیلات با فرمول CH3COOCH3 است.

## متیل استات الکل است ؟
این ماده ، به عنوان یک حلال استفاده می شود. زیرا، قطبی ضعیف و چربی دوست است.

## کاربرد و موارد استفاده از متیل استات
کاربرد عمده متیل استات به عنوان یک حلال فرار با سمیت کم در چسب ها، رنگ ها و پاک کننده های لاک ناخن است. انیدرید استیک توسط کربونیلاسیون متیل استات در فرآیندی که از سنتز اسید استیک مونسانتو الهام گرفته شده است، تولید می‌شود.
کاربردهای دیگر آن به شرح زیر است.
1. به عنوان حلال در لاک و ساخت چسب سلولزی استفاده می شود.
2. لوازم آرایشی
3. صنعت نساجی
4. صنایع موتور